# Bainton, Cambridgeshire
Bainton är en ort och civil parish i Storbritannien.   Det ligger i den historiska grevskapaet Cambridgeshire och kommunen City of Peterborough och riksdelen England, i den sydöstra delen av landet, 130 km norr om huvudstaden London. Antalet invånare är 305.